# 日経スペシャル
日経スペシャル（にっけいスペシャル）は、日本経済新聞社（NIKKEI）が提供・協力しテレビ東京制作でTXN系列局などに放送する番組の総称のこと。

## 概要
テレビ東京（2010年10月1日以降はテレビ東京ホールディングス）の筆頭株主である日本経済新聞社（日経）が番組制作に協力する形で2002年に企画。何れも経済をテーマにした番組を制作している。日本経済新聞社の冠スポンサー番組だが一社提供番組ではない。『ガイアの夜明け』は30秒分のみの提供でありながら筆頭扱いとなっている反面、同じく30秒提供の『未来世紀ジパング』・『カンブリア宮殿』（2013年3月までは60秒提供）は各社扱いであり「ご覧のスポンサーの提供でお送りします」となっている。
2012年からは地上波に加え、BSジャパン（2018年10月1日以降はBSテレビ東京）でも日経スペシャル名義のシリーズ番組がスタートしたが、その第2弾となる『私の履歴書』では、初めて経済以外のテーマ（人物伝番組）にも踏み込んでおり、複数社筆頭提供（各60秒）として放送しているが、日経は番組の冠名だけで、番組提供には入っていない。また、『私の履歴書』（2015年3月まで）と後番組の『夢織人』（2015年4月 - ）は木曜の放送であるため、この直前に地上波（TXN6局）で放送されている『カンブリア宮殿』と合わせて、「日経スペシャル」の冠が付いた番組が連続放送されることになる。
2015年度の新番組『夢織人』は、BSテレ東との共同製作であるが、地上波系列局のテレビ大阪が初めて主導制作にかかわっている。その後、テレビ大阪は全国ネット・関西ローカルを問わず、「日経スペシャル」の冠が付いた番組を多数制作・放送している。

## 放送番組
現在、以下の番組に「日経スペシャル」の冠がついている。
地上波（TXN系列)・BSテレ東
- 日経スペシャル ガイアの夜明け（2002年4月〜）

地上波 (TXN系列)
- 日経スペシャル カンブリア宮殿 〜村上龍の経済トークライブ〜（2006年4月〜）
- 日経スペシャル 未来世紀ジパング〜沸騰現場の経済学〜（2011年11月〜2019年9月） - 2018年9月まではBSテレ東（当時はBSジャパン）でも放送されていた。
- 日経スペシャル 60秒で学べるNews（2022年10月〜2024年3月） - レギュラー放送開始に先立ち、2022年5月14日にテレビ東京でパイロット版『60秒でわかるニュース』が放映された。
- 日経スペシャル ブレイクスルー 〜不屈なる開拓者〜（2024年4月～）

BSテレ東
- 日経スペシャル アジアの風〜小さな挑戦者たち〜（2012年4月〜2013年3月）
- 日経スペシャル 私の履歴書（2013年4月〜） - 日本経済新聞の連載コラム『私の履歴書』を基にした番組。
- 日経スペシャル 夢織人〜小さなトップ企業〜（2015年4月〜2017年6月） ※共同製作を担当するテレビ大阪で先行放送
- 日経スペシャル 稲盛和夫 生きる（2015年5月2日 単発放送）
- 日経スペシャル 激動2016 どうなる日本経済（2016年1月1日　単発放送）
『BSニュース日経プラス10』、『日経モーニングプラス』がコラボレーションした元日スペシャル特番。それぞれのキャスター・コメンテーター陣がチームを組み、2016年の日本経済の行方をレポートする
- 日経スペシャル 招待席 - ナビゲーター：観月ありさ
  1. （2016年1月3日） 「桐竹勘十郎・文楽の深渕」と題し、文楽の魅力を、人形使いの桐竹へのインタビューを通して探る他、宮田大のチェロとのコラボレーションを行う。
  2. （2016年3月13日） 「五代目 中村雀右衛門・女方の神髄」 歌舞伎の女方の大名跡を引き継いだ雀右衛門の公演の模様やインタビュー、およびキーボードプレーヤーの清水のりことのコラボレーションも行う。
  3. （2016年5月15日） 「日本舞踊家　八世藤間勘十郎の挑戦」 テーマは「日本舞踊」。
  4. （2016年6月25日） 「武士の魂・流鏑馬の神髄」 テーマは「流鏑馬」。「弓馬術礼法小笠原流」次期宗家・小笠原清基に密着取材。
  5. （2016年9月11日） 「佐渡の薪能に挑む！観世流・清水寛二」 テーマは「薪能」。
  6. （2016年12月11日） 「池坊専好・花のこころを伝える」 テーマは「いけばな」。
  7. （2017年3月19日）　「遠州茶道宗家・小堀宗実　茶の湯の宇宙」 テーマは「茶道」。

- 日経スペシャル SDGsが変えるミライ〜小谷真生子の地球大調査〜
  1. （2020年3月20日） 世界の潮流「SDGs」持続可能な社会のためニッポンは何ができるのか
  2. （2020年7月31日）コロナ時代の「新SDGs」持続可能な社会のためニッポンは何ができるのか
  3. （2020年9月25日） コロナ時代の「新SDGs」持続可能な社会のためニッポンは何ができるのか
  4. （2020年12月18日）脱炭素に向け世界が走り出した！海洋資源が大ピンチ　地域が果たすSDGsとは
  5. （2021年3月19日） 「幸せ」とは何か SDGsの視点で考える
  6. （2021年6月20日）多様性がニッポンを強くする
  7. （2021年7月30日）コロナに克つ方法　～人はモートで生きていけるのか
  8. （2021年9月25日）日本がリードするSDGs～技術で未来を切り開く

- 日経スペシャル 人生100年時代 マネーのまなび（2021年4月〜 木曜 22:00 - 22:54） - 日経電子版の連載コーナー『マネーのまなび』を基にした番組。

テレビ大阪
- 日経スペシャル 関西リーダー列伝（2021年3月27日〜 関西ローカル）
- 日経スペシャル もしマネ 〜もしものマネー道〜（2021年12月19日〜 関西ローカル）
- 日経スペシャル 夢を叶えるイッテンモノを作れ!コラボの泉（2021年12月28日 TXN系全国ネット）
- 日経スペシャル チャリキシャ! ～南大阪グルっと新発見～（2022年3月20日 関西ローカル）